# Eugen Moufang
Eugen Moufang (* 7. Januar 1889 in Heidelberg Großherzogtum Baden; † 15. April 1967 Heidelberg Bundesrepublik Deutschland) war ein deutscher Jurist, niedergelassener Rechtsanwalt und Träger des Bundesverdienstkreuzes 1. Klasse.

## Leben

### Familie

Eugenie Stutzmann, geb. Boyssel, Großmutter von Eugen Moufang und seinen Brüdern, ruht mit ihrem Ehemann Friedrich Stutzmann im Familiengrab auf dem Heidelberger Bergfriedhof in der Professoren Reihe (Abt. D), hier ruhen auch sein Bruder der Schriftsteller Wilhelm Moufang und dessen Ehefrau die Malerin Minnie Moufang

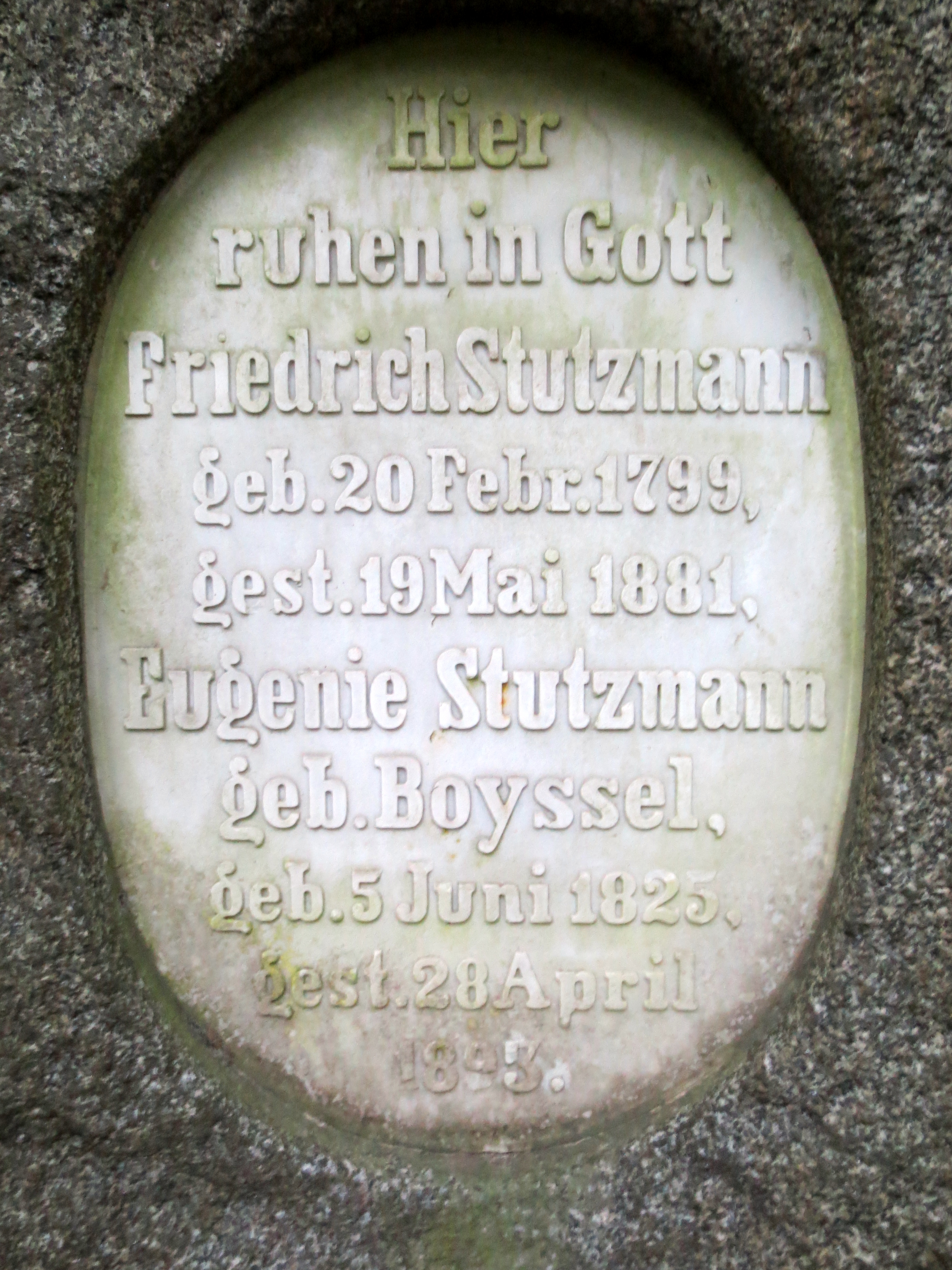
Grabmal der Großeltern der Moufang Brüder, Friedrich Stutzmann ∞ Eugenie Stutzmann geborene Boyssel, auf dem Heidelberger Bergfriedhof (Abt.D), in der Professorenreihe

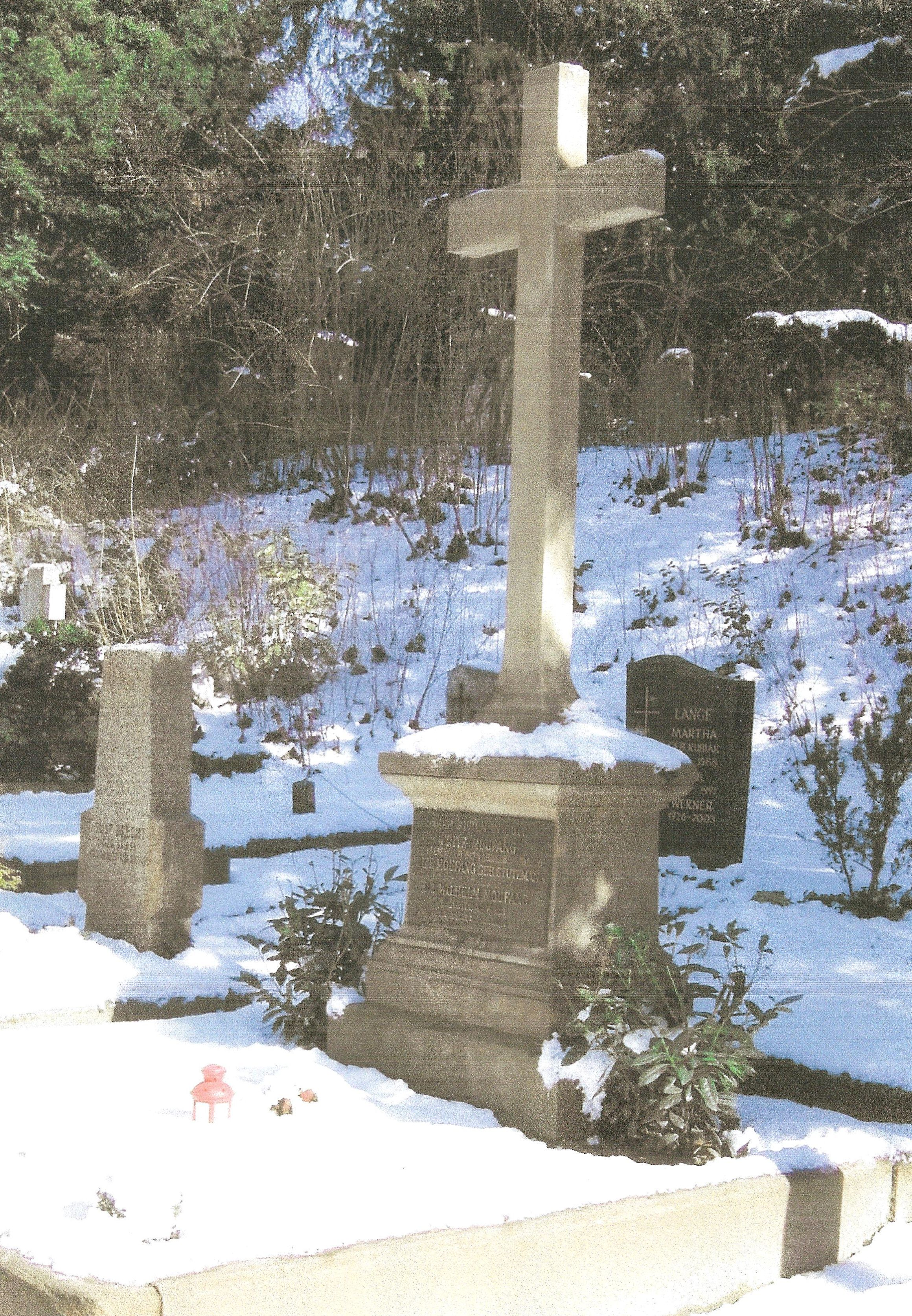
Grabstätte der Eltern von Eugen Moufang, errichtet im Jahr 1906 anlässlich des Todes ihres früh verstorbenen Sohnes Fritz Moufang (1887–1906). Hier wurden 1938 seine Mutter Julie Moufang, geb. Stutzmann und 1942 sein Vater Wilhelm Moufang beigesetzt, 1967 fand der älteste Bruder Nicola in diesem Familiengrab seine letzte Ruhe, Heidelberger Bergfriedhof (Abt.D)

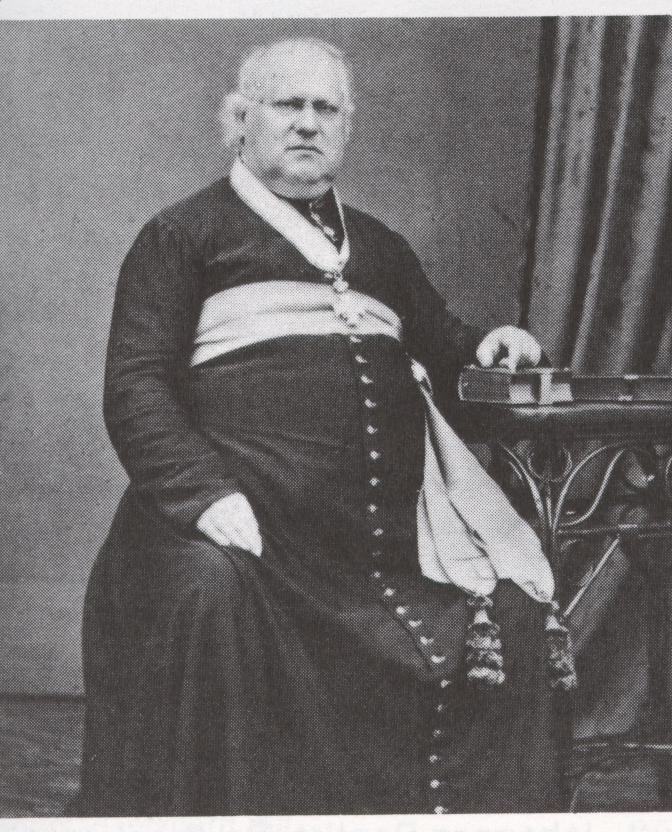
Adam Franz Lennig (1803–1866), Generalvikar und Domdekan des Bistums Mainz, Urgroßonkel, Foto aus Die Katholische Welt, Jahresband 1896

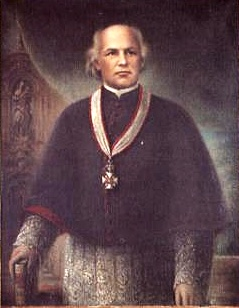
Christoph Moufang (1817–1890), Großonkel der Heidelberger Moufang Brüder, Diözesanadministrator des Bistums Mainz, Regens des 1805 neu gegründeten Mainzer Priesterseminars

Eugen Moufang war der drittälteste Sohn von Wilhelm Moufang senior, promovierter Jurist und Rechtsanwalt in eigener Kanzlei, (* 6. Januar 1852 in Mainz; † 30. Januar 1942 in Heidelberg) und seiner Ehefrau Julie Moufang, geb. Stutzmann (* 14. Februar 1857 in Wiesbaden-Biebrich; † 29. September 1938 in Heidelberg). Wilhelm Moufang senior stammte aus einer streng katholischen Mainzer Familie, zu deren Mitgliedern auch die Theologen Adam Franz Lennig, Christoph Moufang und Edmund Georg Nicolaus Hardy zählen. Wilhelm Moufang seniors Schwester, Wilhelmine Katharina Moufang, war vermählt mit Nicola Racke. Alle Moufangs waren treue Anhänger der Deutschen Zentrumspartei und später der CDU.
Eugen Moufang hatte vier Brüder: Nicola Moufang (* 30. Mai 1886 in Heidelberg; † 11. April 1967 ebenda), Fritz Moufang (* 5. Oktober 1887 in Heidelberg; † 10. März 1906 ebenda), Franz Moufang (* 19. April 1893 in Heidelberg; † 29. Mai 1984 ebenda), Wilhelm Moufang (* 4. Oktober 1895 in Heidelberg; † 21. Januar 1989 Neckargemünd).
Eugen Moufang war verheiratet mit Mabel Moufang, geb. Beck, verwitwete Wellensiek. Sie brachte die Tochter Inge Wellensiek und den Sohn Jobst Wellensiek mit in die Ehe.

### Studium und Dissertation
Alle Moufang-Brüder folgten dem Wunsch ihres Vaters und nahmen das Studium der Rechtswissenschaft auf. Alle vier, auch der damals noch lebende fünfte Bruder Fritz, waren Absolventen des Kurfürst-Friedrich-Gymnasium Heidelberg, das sie mit herausragenden Abiturleistungen verließen. Eugen Moufang legte am Kurfürst-Friedrich-Gymnasium im Jahr 1907 seine Reifeprüfung ab.
Eugen Moufang studierte anschließend in Heidelberg an der Ruperto Carola, an der Humboldt-Universität zu Berlin, an der University of Oxford und an der Albert-Ludwigs-Universität Freiburg, Eugen Moufang verbrachte mehrere Semester in Freiburg, wo er für diese Zeit im Haus seiner Tante Anna Maria Probst, geb. Moufang, einer Schwester seines Vaters Wilhelm Moufang senior, lebte. Eugen Moufang ist der einzige, der Söhne von Wilhelm Moufang senior, der den Rechtsanwaltsberuf bis zu seinem Ruhestand ausübte. Er wurde mit seiner Inaugural-Dissertation, Die Anfechtung einer letztwilligen Verfügung nach § 2078 BGB. und ihre Wirkung, zur Erlangung der juristischen Doktorwürde der Hohen juristischen Fakultät an der Großherzoglich Badischen Ruprecht-Karls-Universität in Heidelberg im Jahr 1914 zum Dr. jur. promoviert.

### Erster Weltkrieg – Assessorexamen – Eintritt in die väterliche Kanzlei
Weltpolitisch folgte nach der Julikrise 1914, am 1. August 1914 die Mobilmachung und der Beginn des Ersten Weltkrieges. Das Deutsche Kaiserreich hatte Russland den Krieg erklärt. Eugen Moufang rückte im gleichen Jahr als Freiwilliger zum 1. Badischen Leib-Dragoner-Regiment Nr. 20 nach Karlsruhe ein. Er diente bis zum Kriegsende 1918 und verließ den aktiven Dienst, nach der Demobilisierung, im Range eines Leutnants der Reserve.
Nach seinem Assessorexamen 1919 praktizierte Eugen Moufang mit seinem Vater und für eine begrenzte Zeitspanne auch mit dem Bruder Franz in der väterlichen Kanzlei, deren Anschrift nun „Dres. Moufang, Moufang und Moufang“ lautete. Die Kanzlei befand sich damals noch in der Heidelberger Altstadt, in der Hauptstraße 221, im ehemaligen Hause Nadler. Danach wurde die Moufangsche Anwaltskanzlei lange Zeit in der Hauptstraße 92 weitergeführt, bevor sie in die Weststadt von Heidelberg umzog. Heute befindet sich die Kanzlei mit ihrem Stammsitz in einem bedeutenden Jugendstil-Ensemble der Heidelberger Weststadt. Sie wurde von Eugen Moufangs Stiefsohn Jobst Wellensiek als Partnergesellschaft mit überregional verzweigten Niederlassungen bis 2011 erfolgreich fortgeführt.

### Zweiter Weltkrieg – Gestellungsbefehl – US-Streitkräfte befreien Heidelberg
Mit dem Beginn des Zweiten Weltkrieges 1939 erhielten die Brüder Eugen und Franz Moufang, nun im Alter von 52 und 46 Jahren, einen Gestellungsbefehl und dienten auch im Zweiten Weltkrieg bis zum Kriegsende, der Kapitulation im Jahr 1945. Eugen Moufang verließ den aktiven Dienst im Rang eines Majors der Reserve, ausgezeichnet mit dem Deutschen Kreuz in Silber und dem Kriegsverdienstkreuz (1939) I. Klasse mit Schwertern.
Am 30. März 1945 befreite die US-Armee Heidelberg. „In die Reichweite der Front geriet die Neckar-Enz-Stellung, als amerikanische Truppen am 22./23. März bei Oppenheim den Rhein überschritten und ihren Brückenkopf rasch erweitern konnten: Am 25. März nahmen sie Darmstadt ein, überschritten die Wetterau-Main-Tauber-Stellung bei Aschaffenburg und fielen damit in den Rücken der Neckar-Enz-Stellung. Die deutsche Führung plante zunächst, eine neue Verteidigungslinie entlang der ausgebauten Stellungen zu errichten, also unter Verwendung der Neckar-Enz-Stellung und der Sperrlinie Odenwald–Miltenberg. Am 30. März fiel Heidelberg in amerikanische Hände.“ Die Stadt war von einem Bombenangriff verschont geblieben und wurde Hauptquartier der US-Streitkräfte. Nach dem Zusammenbruch des Deutschen Reiches und der bedingungslosen Kapitulation der Wehrmacht widmete Eugen Moufang ab Mai 1945 seine ganze Kraft dem Wiederaufbau seiner Heimat.

### Wiedergründung der Rechtsordnung nach der bedingungslosen Kapitulation 1945
Moufang leistete wesentliche Beiträge, die der Wiedergründung demokratischen Rechtsverständnisses und der Rechtsordnung den Weg bereiteten und unter der amerikanischen Besatzungshoheit den Wiederaufbau der Berufsorganisation, der Anwaltskammer ermöglichten. Anwälte konnten ab Herbst 1945 auf demokratischer Rechtsgrundlage wieder frei praktizieren. Moufang selbst arbeitete von nun an als niedergelassener Rechtsanwalt, bis ins hohe Alter, in dem ihm die angegriffene Gesundheit den Rückzug befahl. 15 Jahre bekleidete Eugen Moufang das Amt des Vorsitzenden des Anwaltvereins Heidelberg und 15 Jahre war er im Vorstand der Rechtsanwaltskammer Nordbaden. Beide Ämter legte Moufang 1960 nieder und überließ von da an die Fortführung der Moufangschen Kanzlei seinem Stiefsohn Jobst Wellensiek.
Zu seinem 70. Geburtstag im Jahr 1959 wurde Eugen Moufang vom Bundespräsidenten Theodor Heuss der Verdienstorden der Bundesrepublik Deutschland 1. Klasse in Würdigung seiner außerordentlichen Leistungen beim Wiederaufbau der Rechtsanwaltskammer in Baden-Württemberg verliehen.

### Das goldene Doktordiplom – Ehrung in späten Jahren
Eine weitere große Ehrung wurde Eugen Moufang fünf Jahre später zuteil. Durch ein Leiden schon weitgehend an sein Haus gebunden, wurde Moufang am 7. Januar 1964, seinem 75. Geburtstag, von der Ruperto Carola, seiner Alma Mater, vertreten durch deren Rektor, das goldene Doktordiplom im Kreise der Familie in seinem Wohnhaus in der Scheffelstraße überreicht.
Im Frühjahr 1967 verstarben Nicola und Eugen Moufang, die zwei ältesten der vier bis dahin noch lebenden Moufang-Brüder. Nicola verstarb am 11. April 1967 und nur vier Tage später, am 15. April, in der Nacht von Samstag auf Sonntag folgte ihm der Bruder Eugen nach.

### Familiengrabstätte Wellensiek
Eugen Moufang ruht auf dem Hauptfriedhof Mannheim in der Familiengrabstätte Wellensiek. Auf dem Heidelberger Bergfriedhof ruhen in der so genannten Professorenreihe der Abt. D die mütterlichen Großeltern von Eugen Moufang, Friedrich Stutzmann ⚭ Eugenie Stutzmann, geb. Boyssel, sein französischer Urgroßvater Pierre Boyssel, geboren in Toulouse verstorben im Alter von 85 Jahren am 5. April 1861 in Heidelberg, sein Bruder Wilhelm Moufang mit seiner Ehefrau Minnie Moufang geb. Andreä, seine Großtante Marie Stutzmann und die Tochter aus erster Ehe von Minnie Moufang, Barbara Kempe geb. Schmehl.
In der Abt. D auf dem Bergfriedhof Heidelberg, unterhalb der Professorenreihe, ruhen im Familiengrab die Eltern der Moufang Brüder Wilhelm Moufang senior und Julie Moufang, geb. Stutzmann und ihr im Alter von 20 Jahren an einer Blinddarmentzündung früh verstorbener Sohn Fritz. In dieser Grabstätte ruhen auch der älteste Bruder von Eugen Moufang, Nicola und seine Frau Eva Moufang, geb. Kase.
Unweit der Elterlichen Grabstätte ruhen im Familiengrab Probst Eugen Moufang's Bruder Franz mit seiner ersten Ehefrau Margret Moufang, geb. Joeres und seine Tante Marie Probst. Auf dem Grabstein sind auch die Lebensdaten der zweiten Ehefrau von Franz Moufang eingemeißelt.
Das Edwin Scharff Museum in Neu-Ulm erhielt durch Schenkung zwei Bronzeplastiken der Eltern von Eugen Moufang. Eine Büste von Wilhelm Moufang senior und ein Hochrelief Tondo seiner Frau Julie Moufang geborene Stutzmann aus der Zeit um 1920, geschaffen von Edwin Scharff.
Eugen Moufangs Großneffen sind Alexis Grammatidis, promovierter Zahnarzt und Kieferorthopäde, der Komponist und Klangkünstler David Moufang und Gabriel Grammatidis, diplomierter Kaufmann, Systementwickler und internationaler Referent.

## Auszeichnungen
- 1939 Kriegsverdienstkreuz I. Klasse mit Schwertern
- 1943 Deutsches Kreuz in Silber, Verleihung am 13. April 1943[12]
- 1959 Verdienstorden der Bundesrepublik Deutschland 1. Klasse, Verleihung am 7. Januar 1959
- 1964 Überreichung des Diploms zum goldenen Doktorjubiläum der Universität Heidelberg, Verleihung am 7. Januar 1964

## Schriften
- Die Anfechtung einer letztwilligen Verfügung nach § 2078 BGB. und ihre Wirkung. Poeschel & Trepte. Leipzig, Erscheinungsjahr 1914. Umfang/Format 64 S. Hochschulschrift Heidelberg. Jur. Diss., 1914.